# Ivo Babuška
Ivo M. Babuška (Praga, 22 marzo 1926 – 12 aprile 2023) è stato un matematico ceco naturalizzato statunitense, conosciuto per i suoi studi sul metodo degli elementi finiti e per la dimostrazione del teorema di Babuška-Lax-Milgram sulle equazioni differenziali alle derivate parziali, una generalizzazione del teorema di Lax-Milgram.
Ha ricevuto il Premio Steele nel 2012 e il Premio Birkhoff nel 1994.